# Fang Yilun
Fang Yilun é um ator e cantor chinês. Faz parte do grupo de C-pop M4M e, como ator, participou de dramas como Soberano Jiu Liu e A Promessa Mais Longa.

## Biografia
Em 13 de março de 2013, fez sua estreia junto ao grupo M4M na Coreia do Sul.
Em 2014, faz sua estreia como ator em Special Different Man, no papel de Ye Jiangfan.
Em 2019, em  janeiro, Fang vive Liu Xiuwen, em Unique Lady, drama estrelado por Gong Jun e Jade Cheng. Em fevereiro, participa de Queen Dugu e, ainda, participa de  The Legend of White Snake. Em dezembro, Fang estrela a adaptação do anime "Prince, Don't Do This!" ao lado de Ling Meishi,  a série de comédia romântica The Love by Hypnotic, onde vive o principe que quer evitar o casamento Li Qian.
Em 2020, volta ao papel como Liu Xiuwen para Unique Lady 2. Em outubro do mesmo ano, estrela como o segundo protagonista de Soberano Jiu Liu, o Príncipe Li Zhao, atuando ao lado de Bai Lu e Leon Lai Yi.
Em 2021, participou de 1921, um filme sobre a criação do Partido Comunista da China, vivendo o papel de Gao Junyu.
Em 2022, participou do reality show "Call Me By Fire".
Em 2023, Fang se destacou por seu papel no drama de fantasia A Promessa Mais Longa, onde viveu o tritão que disputava o amor de Zhu Yan (Ren Min) com Shi Ying (Xiao Zhan). Em agosto, estreia a adaptação de um mangá chinês, Amor Entre Duas Seitas, onde vive Chao Xingmu.

## Filmografia

### Televisão
| Ano  | Título                                     | Personagem       | Nota         |
| ---- | ------------------------------------------ | ---------------- | ------------ |
| 2014 | Special Different Man (不一樣的美男子)     | Ye Jiangfan      | [ 2 ]        |
| 2018 | Unique Lady (絕世千金)                     | Liu Xiuwen       | [ 1 ]        |
| 2019 | Queen Dugu (独孤皇后)                      | Yang Zan         |              |
| 2019 | The Legend of White Snake (新白娘子傳奇)   | Príncipe Mu      | Participação |
| 2019 | O Amor Por Hipnotização (明月照我心)       | Príncipe Li Qian | [ 3 ] [ 8 ]  |
| 2019 | Childhood sweethearts Pianist (竹馬鋼琴師) | Mu Liunian       | [ 8 ]        |
| 2020 | Unique Lady 2 (絕世千金完结篇)             | Liu Xiuwen       |              |
| 2020 | Soberano Jiu Liu (九流霸主)                | Príncipe Li Zhao | [ 4 ] [ 8 ]  |
| 2021 | The Long Ballad (长歌行)                   | Wei Shuyu        | [ 1 ]        |
| 2021 | The Eternal Love 3 (双世宠妃)              | Mo Yanchen       | [ 1 ]        |
| 2023 | A Promessa Mais Longa 玉骨谣               | Zhi Yuan         | [ 5 ]        |
| 2023 | Amor Entre Duas Seitas (燕山派與百花門)    | Chao Xingmu      | [ 6 ]        |
| TBA  | 相亲，站住别跑                             | Yang Zhao        | [ 9 ] [ 10 ] |

### Cinema
| Ano  | Título | Personagem | Nota  |
| ---- | ------ | ---------- | ----- |
| 2021 | 1921   | Gao Junyu  | [ 1 ] |

### Programa de Variedades
| Ano  | Título                           | Nota       |       |
| ---- | -------------------------------- | ---------- | ----- |
| 2022 | Call Me by Fire (披荆斩棘的哥哥) | Liu Xiuwen | [ 1 ] |